# Peritonite infecciosa felina
A peritonite infecciosa felina, mais conhecida pelo acrónimo PIF, é um síndrome viral causado por um coronavirus. Ela não é transmitida de um gato para outro. A doença ocorre a partir da mutação do vírus Coronavírus Felino, dentro de um felino que não tenha uma boa resposta do seu sistema de defesa/imunológico. Há vários tipos de coronavírus no mundo (várias formas de resfriados humanos são causadas por coronavírus que atacam apenas humanos). Neste caso, refere-se a uma espécie que ataca apenas felinos: o coronavírus felino (FECV). A PIF afeta o intestino, o fígado, os rins, o cérebro e todo o sistema nervoso dos animais. Possui duas formas: a não-efusiva (seca) e a efusiva (úmida), sendo que nesta última há a formação abcessos nos órgãos afetados.
Existem muitas incertezas quanto à PIF, seja quanto às causas, quanto ao tratamento ou mesmo quanto à prevenção (existe atualmente uma vacina em teste, com resultados muito duvidosos).
Estatisticamente, a maior parte dos gatos afetados pela PIF têm menos de dois anos de idade. 
Existem dois tipos de coronavírus. O primeiro se chama coronavírus felino entérico (FECV), que é diferente da temida PIF. Ele pode causar episódios de diarreia leve e transitória. Entretanto, o gato positivo para esse tipo de coronavírus normalmente vive vida longa e normal. Estima-se que entre 30% e 40% da população felina total no mundo apresente anticorpos para o coronavírus entérico (FECV). Este índice sobe para 80% a 90% em gatos de criadores ou abrigos.
O coronavírus entérico (FECV) é altamente contagioso. O contágio acontece quando um animal saudável ingere fezes contaminadas. O coronavírus pode também ser transmitido aos filhotes, na gestação ou amamentação. Vale lembrar que gatos com acesso à rua estão sempre vulneráveis à contaminação pelo coronavírus, que pode estar presente no solo.
Já a temida PIF é causada pelo outro tipo de coronavírus (FIPV). Acredita-se que a PIF ocorra quando o coronavírus entérico (FECV) muta dentro do organismo do felino e evolui para a PIF (FIPV). A PIF é portanto uma doença secundária do coronavírus, e as duas não se confundem. As causas dessa mutação ainda são desconhecidas, mas especula-se que haja predisposição genética. Especula-se também que a fragilização do sistema imunológico (desencadeada por situações de stress, desnutrição, acometimento por vermes, ou outros problemas de saúde, como a FIV e FELV) possa levar a essa mutação.
Não se sabe ao certo quantos gatos da população contaminada pelo coronavírus entérico (FECV) irá realmente desenvolver a PIF (FIPV); existem estatísticas que referem que apenas 1% dos gatos muta o coronavírus para a PIF, outras referências apontam para percentagem maiores entre 5% e 10%. Contudo a mutação é considerada rara. Por esta razão, a PIF propriamente dita não é considerada uma doença contagiosa uma vez que essa condição depende em tudo das circunstâncias internas do organismo do felino. 
Estudos referem ainda ainda que os gatos com PIF não expelem o vírus mutado em quantidades significativas, razão pela qual um gato dificilmente transmitirá o vírus mutado a outro. Além disso, acredita-se que os gatos infectados com a versão benigna do coronavírus [o coronavírus entérico (FECV)] sejam imunes ao vírus mutado expelido pelo gato em estágio avançado de PIF. Assim, eles só desenvolverão a PIF caso o coronavírus benigno mute dentro do próprio organismo, e não por contágio de outros gatos.
Como existe suspeita de que haja predisposição genética à mutação do coronavírus, quando um gato de criador apresenta essa susceptibilidade, é possível que seus descendentes também a manifestem, podendo observar-se uma alta incidência de PIF naquele gatil. Essa incidência não deve ser interpretada como evidência de que a PIF seja contagiosa, pois na verdade há uma concentração de gatos da mesma família que apresentam uma predisposição genética partilhada pela mesma mutação genética. Comprar um gato de um criador (de qualquer raça) não é garantia de que o gato não irá desenvolver PIF. Caso pretenda comprar um animal de um criador, pergunte se os exames de titulação de coronavírus são feitos com regularidade, e exija a apresentação de um resultado negativo (score zero). Se o animal for positivo para coronavírus, as chances de que ele ele venha a desenvolver a PIF são as mesmas que qualquer outro gato sem raça definida ou resgatado da rua, ou seja, de 1%.
Diagnóstico
Não é fácil diagnosticar a PIF. 
Nem todo os gatos doentes com PIF apresentam líquido livre no abdômen (a PIF seca ou não-efusiva não apresenta esse sintoma). Tampouco a presença de líquido livre do abdômen pode ser considerada sintoma definitivo de PIF. Existem outras causas para esse sintoma, como reações inflamatórias, traumas, entre outras. 
Por isso, o diagnóstico de PIF só pode ser feito por um veterinário, de preferência especializado em felinos. 
O gato com suspeita de PIF é positivo para coronavírus entérico (FECV). Para identificar se o gato está infectado com o coronavírus entérico (FECV), os exames mais pedidos são os seguintes: 
- exames de sangue de detecção de anticorpos específicos, chamado ELISA (Enzyme-Linked Immunosorbent Assay);
- teste de DNA, feito em amostras de fezes para identificação do DNA ou RNA de uma sequência do genoma do patógeno (no caso, o coronavírus), chamado PCR ou PCR Real Time. Esses testes são extremamente sensíveis à presença de poucos organismos nas amostras, por isso sua especificidade e sensibilidade são muito altas. Isto faz com que teste por DNA através de PCR constitua um método muito mais acurado e avançado para pesquisa e fins diagnósticos que testes sorológicos convencionais.[4]

O resultado negativo nesses exames normalmente descarta o diagnóstico de PIF.
Importante reforçar: o resultado positivo nestes exames não é conclusivo para PIF, uma vez que  estes testes não conseguem diferenciar o coronavírus benigno (o entérico FECV) do coronavírus mutado para PIF (FIPV). Importante lembrar: 30 a 40% da população felina (chegando de 80% a 90% em gatos) testará positivo nesses exames, e somente pequena parcela dessa população desenvolverá PIF. Daí a necessidade de associar este resultado a outros exames clínicos e laboratoriais. 
Além disso, quando o gato adoece, o veterinário deve levar em consideração exames clínicos (estado geral do animal) associados a exames laboratoriais (como exame de proteínas totais, nível de AAG e citologia). Algumas alterações são consistentes com PIF, mas os mesmos exames podem mostrar também outra doença; por exemplo, a hiperproteinemia (detectada por exame de sangue), casos de desidratação ou processos infecciosos crónicos desencadeados por outros patógenos. Uma das formas mais eficientes de diagnosticar a PIF é por meio de análise de DNA do líquido livre drenado do abdômen do gato (no caso da PIF húmida ou efusiva) Os testes mais precisos são aqueles feitos em tecidos afetados, seja por meio de biópsia ou autópsia (post-mortem).
Atualmente, não existem testes para verificar o risco individual de que um gato possa desenvolver PIF. 
Os principais sintomas da PIF são:
- perda de apetite
- emagrecimento rápido do animal
- anemia
- diarreia
- anorexia (o gato se recusa a comer)
- febre constante
- abdômen distendido (na forma efusiva)
- dificuldade respiratória, decorrente do acúmulo de líquido (na forma efusiva)
- inchaço nos gânglios linfáticos
- dores intensas
- comprometimento visão ou das funções neurológicas

Infelizmente, diante de um resultado laboratorial positivo para coronavírus, muitos gatos são sacrificados sem estarem realmente doentes. Proprietários temem que o gato positivo contamine os demais. Todavia, há dois fatores que devem ser considerados antes de ser tomada esta decisão: 
a) é altíssima a incidência do coronavírus na população felina, sendo portanto a probabilidade de o(s) seu(s) gato(s) conter(em) o coronavírus há anos elevada (quer ele tenha sido adotado na rua, ou comprado de gatis). 
b) o coronavírus pode permanecer no organismo do animal sem qualquer sintoma anos a fio e apenas 1% desenvolverá a forma letal da doença. Se um animal com coronavírus foi introduzido na sua casa, como os gatos da sua casa compartilham caixas de areia e se lambem mutuamente, é muito provável que todos os gatos daquela comunidade estejam já contaminados pelo coronavírus. 
Por essa razão, diante de uma suspeita de PIF ou de um resultado laboratorial positivo para o coronavírus, é recomendável que o proprietário procure um veterinário especializado em medicina felina. Uma titulação de coronavírus em todos os gatos pode ser recomendável, e pode demonstrar que todos os animais são portadores e, já sendo portadores, não representam risco de um para o outro. 
É importante não deixar que o medo, aliado a informações incompletas fornecidas por fontes de informações não seguras, leve à decisão de sacrificar o animal.
Tratamento
Agora tem cura. Antes de 2019 não.
A maior parte dos gatos contaminados pelo coronavírus entérico viverá muitos anos de forma saudável, sem que o vírus jamais se manifeste. Mas caso ele faça mutação e desenvolva a doença PIF (úmida ou seca), a partir de 2019 com a publicação do artigo do link https://journals.sagepub.com/doi/10.1177/1098612X19825701 pelo Dr Neils C Pedersen e equipe, o gato passa a ter a cura e um prognóstico melhor, se atendido o mais rápido possível, pra evitar que ele fique muito debilitado. O medicamento GS-441524 é o único medicamento capaz de reverter até sinais neurológicos (um dos sintomas mais graves da doença PIF), se for instituído a tempo.
Nos dois casos de PIF, além do medicamento usado para curar, GS-441524, o tratamento de suporte/paliativo também deve ser instituído. É possível utilizar medicamentos para estimular o sistema imunológico, anti-inflamatórios esteroidais (para minimizar os efeitos da vasculite), suplementação vitamínica (mas é contraindicado o uso de Lisina), fluidoterapia, transfusões de sangue, e todo tratamento de suporte que o animal necessite enquanto o medicamento curativo GS-441524 vá fazendo efeito. Apenas um médico veterinário poderá prescrever o tratamento mais adequado para cada caso. Medicar um animal sem acompanhamento veterinário pode levar a um agravamento do quadro, já que felinos são muito sensíveis a medicamentos e tem medicamentos que não podemos usar, outros que devemos usar em doses diferentes, etc. Eles facilmente se intoxicam, e pode haver comprometimento de órgãos como o fígado e os rins. Convém lembrar ainda que vários medicamentos seguros para cães, ou de uso em crianças humanas, podem ser arriscadas ou até fatais para gatos. Apenas o médico veterinário poderá prescrever um tratamento seguro.
Zoonose
O coronavírus e sua variante PIF não são zoonoses, ou seja, atacam exclusivamente os felinos, não oferecendo assim risco de contágio aos seres humanos.
Introdução de novos gatos
É mais seguro adotar outro gato que também seja positivo para o Coronavírus Felino, e não juntar com aqueles que não tenham o Coronavírus Felino.   . Lembrando que o vírus, após a mutação perde sua capacidade de contágio, o que torna desnecessária a separação de gatinhos doentes dos demais gatos da residência.

https://journals.sagepub.com/doi/10.1177/1098612X19825701 (artigo sobre a cura da PIF)